# Bacanius leleupi
Bacanius leleupi är en skalbaggsart som beskrevs av Thérond 1965. Bacanius leleupi ingår i släktet Bacanius och familjen stumpbaggar. Inga underarter finns listade i Catalogue of Life.